# 仲町 (館林市)
仲町（なかまち）は、群馬県館林市の町名。郵便番号は374-0029。面積は0.15km2。

## 地理
館林市街地の中央に位置し、東は本町一丁目、南は本町二丁目、北は西本町、西は栄町に接している。

## 歴史
1969年（昭和44年）11月1日に第二次住居表示が実施され、大字館林字本紺屋町・新紺屋町・材木町・竪町と、谷越町・目車町、鞘町・石町の各一部が合併し仲町となった。

### 旧館林城下町名の歴史

#### 本紺屋町(ほんこんやちょう)
古くは紺屋町と呼ばれていたが、西部に新紺屋町ができてからは本紺屋町と呼ばれるようになった。染色業者の居住地域で、本新両紺屋町の境には堀へつながる用水路があり、橋がかかっていたという。
延宝2年（1764年）の「館林城下町図」に町名が見える。『館林記』に残る記録では、萱葺家が59軒、男105人、女110人、馬15匹であった。宝永7年（1710年）頃編集とみなされている「万聞書（よろずききがき、山田文書）」では、家屋56軒中寺3軒とされている。弘化3年（1846年）の「町方引渡帳（『館林藩史料』）」では、町の長さ284m程度（2町36間余）、家数42軒、その他に町役人無役屋敷、定使無役屋敷が各1軒あった。1889年（明治22年）の『邑楽郡町村誌材料』では町域2町6反余り。

#### 新紺屋町(しんこんやちょう)
本紺屋町の西部に後に発達し、新紺屋町と呼ぶようになった。
延宝2年（1764年）の「館林城下町図」に町名が見える。『館林記』に残る記録では、萱葺家が36軒、男56人、女53人、馬5匹であった。宝永7年（1710年）頃編集とみなされている「万聞書」では、家屋50軒中山伏1軒とされている。弘化3年（1846年）の「町方引渡帳」では、町の長さ271m程度（2町29間余）、家数24軒。1889年（明治22年）の『邑楽郡町村誌材料』では町域2町余り。

#### 材木町(ざいもくちょう)
材木問屋や材木商の居住地であったと言われる。
延宝2年（1764年）の「館林城下町図」に町名が見える。『館林記』に残る記録では、萱葺家が56軒、男110人、女85人、馬8匹であった。「館林町先規之次第覚書」によると、延宝9年（1771年）には町内に木挽職4人が住み、同年の職役は40人と定められていた。弘化3年（1846年）の「町方引渡帳」では、町の長さ256m程度（2町21間余）、家数38軒、その他に町役人無役屋敷、定使無役屋敷が各1軒あった。嘉永元年（1848年）の「館林城下地図」では家数49軒。1889年（明治22年）の『邑楽郡町村誌材料』では町域3町1反余り。

## 人口
2022年（令和4年）4月1日現在の世帯数と人口は以下の通りである。
| 町丁 | 世帯数  | 人口  |
| ---- | ------- | ----- |
| 栄町 | 229世帯 | 451人 |

## 小・中学校の学区
市立小・中学校に通う場合、学区は以下の通りとなる。
| 番地 | 小学校             | 中学校             |
| ---- | ------------------ | ------------------ |
| 全域 | 館林市立第一小学校 | 館林市立第一中学校 |

## 行政
- 館林簡易裁判所
- 館林税務署
- 群馬県東部県民局 館林行政県税事務所
- 館林市 保健福祉センター
- 館林市 青少年センター
- 館林市 シルバー人材センター
- 館林市民センター分室
- 本紺屋会館
- 仲町北区会館

## 経済
店・企業

| - 館林ヒルズホテル - 中央労働金庫 館林支店 - 和菓子屋 田月堂 - 浦野時計メガネ店 - よこつか花店 - 有限会社 飯塚乳業 - しまや呉服店 - 泉新本店 - 白井薬局仲町本店 | 飲食 - インドネパール料理チャウラシパリカ - 珈琲 駒草 - 呑み処 朱々音 - 酒処 絹代 - 持ち帰り トトロ - 居酒屋 麦 コンビニ |

## 地域

### 健康
医療機関
- 石川歯科クリニツク
- 川田耳鼻咽喉科医院

### 相談
- 藤井弦建築設計事務所
- 石塚泉会計事務所
- 蛭間真二司法書士事務所

### 施設
記念館
- 毛塚記念館

企業博物館
宗教
- 観性寺 - 材木町域に存在[8]。宝塔山慈眼院と号し、真言宗豊山派[8]。本尊は大日如来[8]。法印弘喜が天正4年（1576年）に開基し、元は観音寺と称した[8]。1908年（明治41年）に北東にあった鞘町の自性院（本尊不動明王）を合併し、1910年（明治43年）観性寺と改称した[8]。
- 常光寺
- 千眼寺
- 野木神社 - 本紺屋町鎮守[7]。1910年（明治43年）に長良神社に合祀されたが、地域の方々により後に旧地に再奉斎された[7]。
- 太神宮 - 新紺屋町鎮守[7]。1910年（明治43年）に長良神社に合祀されたが、地域の方々により後に旧地に再奉斎された[7]。

## 交通

### 鉄道
当町に鉄道駅はない。隣接する本町に東武鉄道館林駅がある。